# Walter Koppel
Walter Koppel (* 23. April 1906 in Köln; † 25. Oktober 1982 in Marburg) war ein deutscher Filmproduzent.

## Leben
Der Sohn des Kaufmanns Gisbert Koppel und seiner Frau Ella, geb. Simon, machte nach dem Abitur Karriere bei einem Warenhaus-Konzern und wurde Geschäftsführer der Filiale in Bergedorf.
Nach der Machtübergabe an die Nazis 1933 emigrierte er als Jude nach Österreich. In Wien betätigte er sich im Filmverleih. Nach dem deutschen Einmarsch flüchtete er nach Prag, dann nach Brüssel und Paris. Dort wurde er während der deutschen Besatzungszeit 1940 verhaftet und nach Hamburg gebracht. Wegen „Rassenschande“ und „Vorbereitung zum Hochverrat“ wurde er 1942 zu 1½ Jahren Gefängnis verurteilt. Da er befürchten musste, danach nicht aus der Haft entlassen, sondern der Gestapo überstellt und deportiert zu werden, täuschte er einen Gehirntumor, epileptische Anfälle und eine halbseitige Lähmung vor, aufgrund derer er ins Jüdische Krankenhaus an der Schäferkampsallee verlegt wurde. Dort simulierte er fast drei Jahre erfolgreich – bis im Mai 1945 die britischen Truppen in Hamburg einmarschierten.
1947 gründete er mit Gyula Trebitsch in Hamburg die „Real-Film GmbH“. Noch im selben Jahr wurde er zum ersten Vorsitzenden des Verbandes der Filmproduzenten in der britischen Zone gewählt. Koppels Real-Film wurde in den 50er Jahren eine der größten und erfolgreichsten Filmproduktionsgesellschaften der Bundesrepublik Deutschland. Produziert wurden Revuefilme, Filmkomödien und verhältnismäßig häufig Literaturverfilmungen. Koppel übernahm in dieser Zeit mehrere Ämter im Bereich Filmwirtschaft auf nationaler und internationaler Ebene.
In den 1960er Jahren verpasste er den Einstieg in die neuen Filmtrends (Schlagerfilme, Edgar-Wallace-Filme, Karl-May-Filme). Im März 1963 stellte Koppel Vergleichsantrag für die Real Film, zwei Jahre später ging die Firma in Konkurs. 1967 produzierte er mit Hilfe der DEFA den Film Die Heiden von Kummerow und ihre lustigen Streiche. Darüber hinaus engagierte sich Koppel in der Gesellschaft für deutsch-sowjetische Zusammenarbeit.
Koppel heiratete während seiner Emigrationszeit in Paris die Kostümbildnerin Erna Sander. Seine zweite Ehefrau war ab 1947 Helga Koppel, geb. Kohn, während Trebitsch Koppels erste Ehefrau Erna heiratete. Aus Koppels zweiter Ehe gingen zwei Töchter hervor. Nach der Scheidung 1960 heiratete er 1975 die Schauspielerin Tatjana Iwanow.
Sein Leben und Wirken ist in dem TV-Dokumentarfilm Ich war nicht nur der Botenjunge zwischen Bank und Regisseur. Der Filmproduzent Walter Koppel dargestellt, der 1981 beim NDR entstanden ist.
1985 ehrte ihn die Stadt Hamburg mit der Benennung des Walter-Koppel-Wegs im Stadtteil Poppenbüttel.

## Filmografie
- 1948: Arche Nora
- 1948: Finale
- 1949: Die letzte Nacht
- 1949: Hafenmelodie
- 1949: Die Freunde meiner Frau
- 1949: Derby
- 1949: Schicksal aus zweiter Hand
- 1949: Kätchen für alles
- 1949: Gefährliche Gäste
- 1949: Schatten der Nacht
- 1949: Absender unbekannt
- 1950: Gabriela
- 1950: Des Lebens Überfluß
- 1950: Der Schatten des Herrn Monitor
- 1950: Mädchen mit Beziehungen
- 1950: Lockende Gefahr
- 1950: Die Dritte von rechts
- 1951: Fünf Mädchen und ein Mann (A Tale of Five Cities)
- 1951: Schön muß man sein
- 1951: Weh dem, der liebt
- 1951: Die verschleierte Maja
- 1951: Engel im Abendkleid
- 1951: Kommen Sie am Ersten
- 1952: Die Stimme des Anderen
- 1953: Keine Angst vor großen Tieren
- 1953: Mit siebzehn beginnt das Leben
- 1954: Columbus entdeckt Krähwinkel
- 1954: Die Stadt ist voller Geheimnisse
- 1955: CQ-DX-Funkamateure (Dokumentarfilm)
- 1955: Des Teufels General
- 1955: Unternehmen Schlafsack
- 1955: Zwei blaue Augen
- 1956: Die Ehe des Dr. med. Danwitz
- 1956: Ich und meine Schwiegersöhne
- 1956: Der Hauptmann von Köpenick
- 1956: Skandal um Dr. Vlimmen
- 1956: Ein Herz kehrt heim
- 1956: Drei Birken auf der Heide
- 1957: Glücksritter
- 1957: Die Zürcher Verlobung
- 1957: Tolle Nacht
- 1957: Nachts im Grünen Kakadu
- 1957: Das Herz von St. Pauli
- 1958: Dr. Crippen lebt
- 1958: Herz ohne Gnade
- 1958: Bühne frei für Marika
- 1958: Das Mädchen vom Moorhof
- 1958: Unruhige Nacht
- 1958: 13 kleine Esel und der Sonnenhof
- 1958: Der Schinderhannes
- 1958: Frau im besten Mannesalter
- 1959: Die Nacht vor der Premiere
- 1959: Die schöne Lügnerin
- 1959: Salem Aleikum
- 1960: Frau Warrens Gewerbe
- 1960: Als geheilt entlassen
- 1960: Die Frau am dunklen Fenster
- 1960: Pension Schöller
- 1960: Hauptmann, deine Sterne
- 1961: Geliebte Hochstaplerin
- 1961: Bei Pichler stimmt die Kasse nicht
- 1961: Das Leben von Adolf Hitler (Dokumentarfilm)
- 1961: Das letzte Kapitel
- 1961: Heute gehn wir bummeln
- 1961: Im 6. Stock
- 1961: Der Lügner
- 1962: Die Rote
- 1962: Hütet eure Töchter!
- 1967: Die Heiden von Kummerow und ihre lustigen Streiche
- 1971: Fluchtweg St. Pauli – Großalarm für die Davidswache

## Auszeichnungen

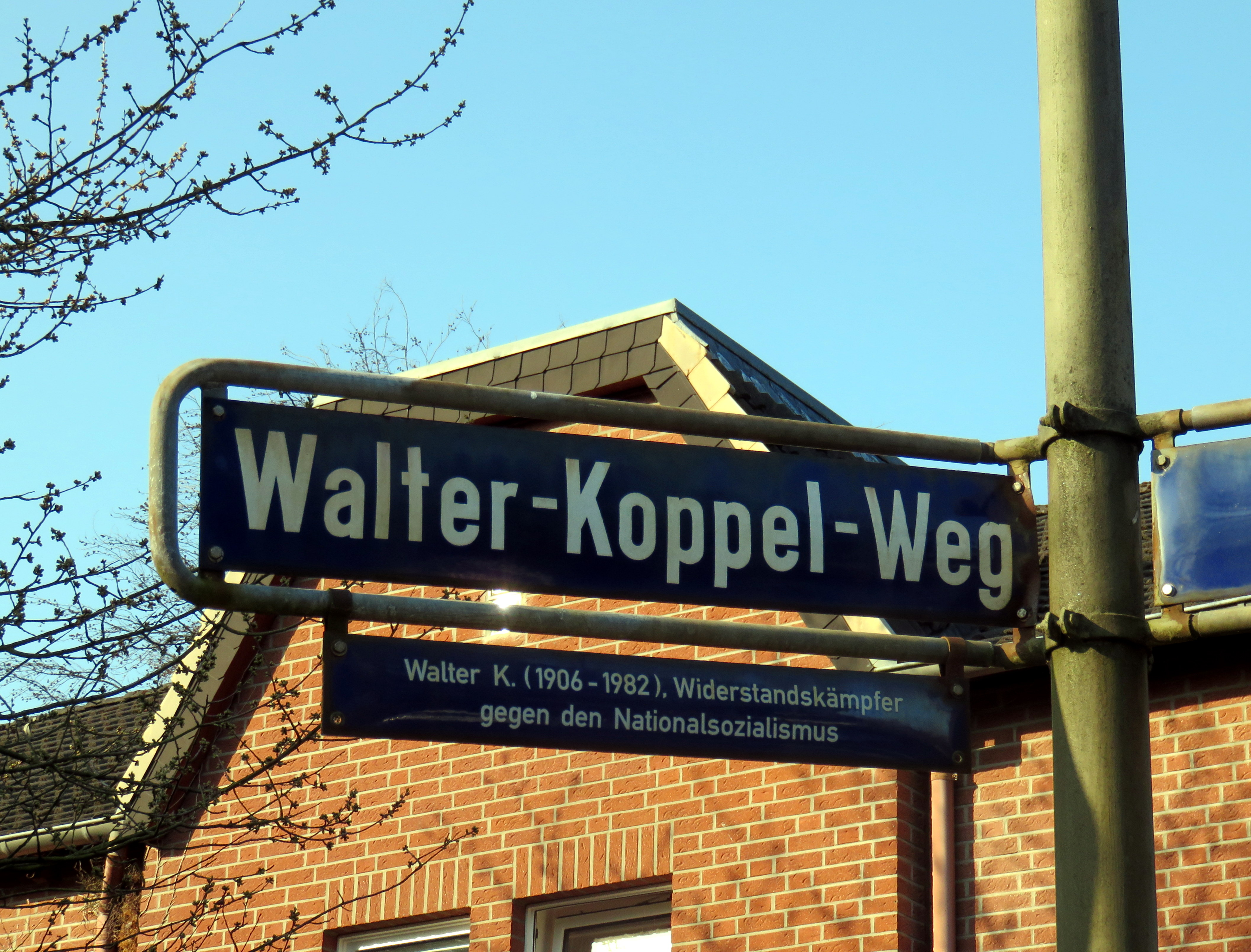
„Walter–Koppel–Weg“ in Hamburg-Poppenbüttel

- 1955: David O. Seznick-Preis für Des Teufels General
- 1956: Großes Verdienstkreuz des Verdienstordens der Bundesrepublik Deutschland
- 1957: Goldene Schale und Filmband in Silber für Der Hauptmann von Köpenick
- 1957: Bambi für Der Hauptmann von Köpenick (2×)

- Seit 1985 erinnert der Walter–Koppel–Weg in Hamburg-Poppenbüttel an den Widerstand Walter Koppels.